# Sonapur (Sunsari)
Sonapur (nepalski: सोनापुर) – gaun wikas samiti we wschodniej części Nepalu w strefie Kośi w dystrykcie Sunsari. Według nepalskiego spisu powszechnego z 2001 roku liczył on 2284 gospodarstw domowych i 10330 mieszkańców (4806 kobiet i 5524 mężczyzn).